# 목포시립도서관
목포시립도서관은 전라남도 목포시 용당로160번길 32에 있는 도서관이다.
1974년 1월 15일에 개관했으며 과거 일본영사관 건물에 위치하던 것을 신축건물로 1989년에 옮겼다. 현재 유달제일교회 뒷편 산 중턱에 위치해 있다. 1994년 최우수도서관상을 수상했으며 96년에는 전국시범도서관으로 선정되기도 했다. 2017년 6월을 기준으로 284,800권의 장서를 보유하고 있다. 건물 실면적은 5774m2이며 실제 대지 면적은 9814m2이다.
2005년 다기능정보센터를 열었으며 한국정보문화진흥원의 지원을 받아 영상전화기, 프로젝트 TV 등 다채로운 시설을 인가받을 수 있게 됐다. 청장년층을 대상으로 한 정보화 교육 및 프로그램 실시에 도입하고 있다.
고시실은 월권(500원 * 개관일 수), 일권(1일 500원)으로 운영 중이며, 일반 열람실은 남/녀 성별 따로 각각 4층과 3층에 있다. 고시실의 책상은 칸막이로 되어 있고, 일반 열람실은 칸막이가 없는 책상이다.

## 참고 및 외부 링크
- 목포시립도서관(목포시통합도서관)